# اچ‌ام‌تی بدفوردشر
اچ‌ام‌تی بدفوردشر (به انگلیسی: HMT Bedfordshire) یک زیردریایی بود که طول آن ۱۶۲٫۳ فوت (۴۹٫۵ متر) بود. این زیردریایی در سال ۱۹۳۵ ساخته شد.